# 언데드 언럭
《언데드 언럭》(영어: Undead Unluck)은 토즈카 요시후미가 지은 일본의 만화다. 《주간 소년 점프》에서 2020년 1월 20일(2020년 8호)부터 2025년 1월 27일(2025년 9호)까지 연재했다. 낱권책은 슈에이샤에서, 한국어판은 대원씨아이에서 출간하고 있다. 텔레비전 애니메이션은 데이비드 프로덕션에서 만들어 2023년 10월 7일부터 2024년 3월 23일까지 마이니치 방송, TBS 텔레비전 계열 등에서 방영했으며, 2025년 겨울부터 1시간 스페셜이 전개할 예정이다. 대한민국에서는 애니박스에서 자막과 더빙판 두 가지로 방영했다.

## 등장인물

### 주요
- 이즈모 후코(일본어: 出雲 風子)

성우: 카하라 모에/이다은
부정 능력: 불운(不運)
- 앤디(영어: Andy)

성우: 나카무라 유이치/권창욱
부정 능력: 불사(不死)

### 유니온(Union)

#### 원탁의 일원들
- 서열 1위: 주이스 다르크(영어: Jewis d'Arc)

성우: 이세 마리야/이명희
부정 능력: 부정의(不正義)
- 서열 2위: 셴 사이언(영어: Xian Cyan)

성우: 하나에 나츠키/정의진
부정 능력: 부진실(不眞實)
- 서열 3위: 빌리 알프레드(영어: Billy Alfred)

성우: 코야마 리키야/최한
부정 능력: 불가신(不可信)
- 서열 5위: 타치아나(러시아어: Тачиана)

성우: 쿠기미야 리에/손선영
부정 능력: 불가촉(不可觸)
- 서열 7위: 톱 불 스파크스(영어: Top Bull Sparks)

성우: 오카모토 노부히코/남도형
부정 능력: 부정지(不停止)
- 서열 8위: 니코 포게일(영어: Nico Fogale)

성우: 유사 코지/현경수
부정 능력: 불망(不忘)
- 서열 11위: 시게노 치카라(일본어: 重野 力)

성우: 무라세 아유무/심규혁
부정 능력: 부동(不動)

#### 원래 원탁의 일원들 및 다른 구성원들
- 보이드 보르쿠스(영어: Void Borcus)

성우: 노무라 켄지/김태환
부정 능력: 불가피(不可避)
- 지나 체임버(영어: Gina Chamber)

성우: 유우키 아오이/김예림
부정 능력: 불변(不變)
- 무이(일본어: ムイ)

성우: 이시카와 유이/장채연
셴의 직속 부하.

### 그 밖의 부정자
- 빅토르(영어: Victhor)

성우: 나카무라 유이치/권창욱
앤디가 이마의 카드를 뽑으면 나타나는 다른 인격이다.
- 안노 운(일본어: 安野 雲)

성우: 우치야마 유미/이지현
만화 《네게 전해지길》(일본어: 君に伝われ)의 지은이다. 사실은 쿠노 아키라(일본어: 九能 明)가 G라이너로 만들어낸 분신이다.

### 언더(Under)
- 크리드 데커드(영어: Creed Deckard)

성우: 야스모토 히로키/박준원
부정 능력: 불감(不減)
- 립 트리스탄(영어: Lip Tristan)

성우: 카지 유우키/김현욱
부정 능력: 불치(不治)
- 펑 카우룽(영어: Fun Kowloon)

성우: 모리카와 토시유키/김태환
부정 능력: 불로(不老)
- 라트라 미러(영어: Ratra Mirror)

성우: 하세가와 이쿠미/오로아(구 가빈)

### UMA
- 무브(영어: Move)

성우: 야마모토 쇼타/신우철
- 클로즈(영어: Close)

성우: 후쿠시마 준/장태혁

### 고대 유물
- 묵시록(아포칼립스)

성우: 스기타 토모카즈/시영준

## 방영 목록
| 회차         | 제목                    | 방송 일자(자막)  | 방송 일자(한국어 더빙) |
| ------------ | ----------------------- | ---------------- | ---------------------- |
| 1화          | 불사와 불운             | 2023년 10월 7일  | 2023년 12월 29일       |
| 2화          | UNION                   | 2023년 10월 14일 | 2023년 12월 29일       |
| 3화          | 내 불운 사용법          | 2023년 10월 21일 | 2024년 1월 4일         |
| 4화          | 변하는 나는 좋아하나요? | 2023년 10월 28일 | 2024년 1월 4일         |
| 5화          | 우리는 부정한다         | 2023년 11월 4일  | 2024년 1월 11일        |
| 6화          | 스포일                  | 2023년 11월 11일 | 2024년 1월 11일        |
| 7화          | 드림                    | 2023년 11월 18일 | 2024년 1월 18일        |
| 8화          | 빅토르                  | 2023년 11월 25일 | 2024년 1월 18일        |
| 9화          | 리턴                    | 2023년 12월 2일  | 2024년 1월 25일        |
| 10화         | 리절트                  | 2023년 12월 9일  | 2024년 1월 25일        |
| 11화         | 리우데자네이루          | 2023년 12월 16일 | 2024년 2월 1일         |
| 12화         | 액티베이트              | 2023년 12월 23일 | 2024년 2월 1일         |
| 13화         | 타치아나                | 2024년 1월 6일   | 2024년 2월 8일         |
| 14화         | 크림슨 불릿             | 2024년 1월 13일  | 2024년 2월 8일         |
| 15화         | 언더                    | 2024년 1월 20일  | 2024년 2월 15일        |
| 16화         | 레볼루션                | 2024년 1월 27일  | 2024년 2월 15일        |
| 17화         | 아웃 스마트             | 2024년 2월 3일   | 2024년 2월 22일        |
| 18화         | 크라이 포 더 문         | 2024년 2월 10일  | 2024년 2월 22일        |
| 19화         | 언데드+언럭             | 2024년 2월 17일  | 2024년 2월 29일        |
| 20화         | 안노 운                 | 2024년 2월 24일  | 2024년 3월 7일         |
| 21화         | 메멘토 모리             | 2024년 3월 2일   | 2024년 3월 14일        |
| 22화         | 프로파일                | 2024년 3월 9일   | 2024년 3월 21일        |
| 23화         | 내가 모르는 이야기      | 2024년 3월 16일  | 2024년 3월 28일        |
| 마지막화(24) | 너에게 전해지길         | 2024년 3월 23일  | 2024년 4월 4일         |

### 만화
- 만화 공식 연재지
- 만화 공식 엑스(구 트위터)

### 애니메이션
- 애니메이션 공식 누리집
- 만화 공식 엑스(구 트위터)